# Championship League 2019/20
Die BetVictor Championship League 2019/20 war ein Snooker-Einladungsturnier im Rahmen der Main-Tour-Saison 2019/20, das in acht Gruppenrunden zwischen dem 7. Oktober 2019 und dem 5. März 2020 ausgetragen wurde. Anders als bei den zwölf Ausgaben des Turniers zuvor startete es nicht zu Jahresbeginn, sondern bereits im Herbst des Vorjahres. Entsprechend erstreckte es sich über 6  statt wie sonst etwa 3 Monate. Austragungsort war erstmals die mittelenglische Stadt Leicester.
Sieger der vorherigen Ausgabe war der Engländer Martin Gould, der allerdings dieses Mal nicht antrat. In einem rein schottischen Finale der Winner’s Group siegte Scott Donaldson gegen Graeme Dott mit 3:0. Für Donaldson war es der erste Turniersieg in seiner Profikarriere.

## Preisgeld
Da es sich bei der Championship League um ein Einladungsturnier handelte, zählte das Preisgeld nicht für die Weltrangliste. Insgesamt waren wie in den Vorjahren maximal 205.000 £ für das Turnier ausgelobt, auch die Verteilung der Prämien blieb unverändert.
| Gruppen 1–7                            | Preisgeld |
| -------------------------------------- | --------- |
| Sieger                                 | 3.000 £   |
| Finalist                               | 2.000 £   |
| Halbfinalist                           | 1.000 £   |
| Prämie pro Framegewinn (K.-o.-Phase)   | 300 £     |
| Prämie pro Framegewinn (Gruppenspiele) | 100 £     |
| Höchstes Break                         | 500 £     |

| Winners’ Group                         | Preisgeld |
| -------------------------------------- | --------- |
| Turniersieger                          | 10.000 £  |
| Finalist                               | 5.000 £   |
| Halbfinalist                           | 3.000 £   |
| Prämie pro Framegewinn (K.-o.-Phase)   | 300 £     |
| Prämie pro Framegewinn (Gruppenspiele) | 200 £     |
| Höchstes Break                         | 1.000 £   |

## Qualifikationsgruppen
In jeder der sieben Gruppen traten sieben Spieler im Round-Robin-Modus gegeneinander an. Die ersten vier Spieler jeder Gruppe qualifizierten sich für eine K.-o.-Phase, in welcher der Gruppensieger bestimmt wurde. Nur dieser qualifizierten sich für die abschließende Winners’ Group. Die in der K.-o.-Phase unterlegenen Spieler sowie der auf Rang 5 platzierte Spieler traten in der folgenden Gruppe wieder an. Die beiden Gruppenletzten scheiden aus dem Turnier aus.

### Gruppe 1
Die Spiele der ersten Gruppe fanden am 7. und 8. Oktober 2019 in Leicester statt. Sieger und damit erster Teilnehmer der Winners’ Group wurde der australische Weltranglistenvierte Neil Robertson. Jimmy Robertson und Luca Brecel schieden dagegen aus dem Turnier aus.

#### Gruppenspiele
| Spiel | Spieler 1       | Ergebnis | Spieler 2       |
| ----- | --------------- | -------- | --------------- |
| 1     | Luca Brecel     | 30:30    | Mark Selby      |
| 2     | Barry Hawkins   | 13:13    | Neil Robertson  |
| 3     | Jack Lisowski   | 31:31    | Luca Brecel     |
| 4     | Jimmy Robertson | 31:31    | Ryan Day        |
| 5     | Mark Selby      | 31:31    | Barry Hawkins   |
| 6     | Neil Robertson  | 30:30    | Jimmy Robertson |
| 7     | Luca Brecel     | 32:32    | Barry Hawkins   |
| 8     | Ryan Day        | 32:32    | Jack Lisowski   |
| 9     | Mark Selby      | 32:32    | Neil Robertson  |
| 10    | Jimmy Robertson | 23:23    | Jack Lisowski   |
| 11    | Ryan Day        | 31:31    | Neil Robertson  |
| 12    | Barry Hawkins   | 23:23    | Jack Lisowski   |

| Spiel | Spieler 1       | Ergebnis | Spieler 2       |
| ----- | --------------- | -------- | --------------- |
| 1     | Luca Brecel     | 30:30    | Mark Selby      |
| 2     | Barry Hawkins   | 13:13    | Neil Robertson  |
| 3     | Jack Lisowski   | 31:31    | Luca Brecel     |
| 4     | Jimmy Robertson | 31:31    | Ryan Day        |
| 5     | Mark Selby      | 31:31    | Barry Hawkins   |
| 6     | Neil Robertson  | 30:30    | Jimmy Robertson |
| 7     | Luca Brecel     | 32:32    | Barry Hawkins   |
| 8     | Ryan Day        | 32:32    | Jack Lisowski   |
| 9     | Mark Selby      | 32:32    | Neil Robertson  |
| 10    | Jimmy Robertson | 23:23    | Jack Lisowski   |
| 11    | Ryan Day        | 31:31    | Neil Robertson  |
| 12    | Barry Hawkins   | 23:23    | Jack Lisowski   |

| Spiel | Spieler 1      | Ergebnis | Spieler 2       |
| ----- | -------------- | -------- | --------------- |
| 13    | Luca Brecel    | 31:31    | Ryan Day        |
| 14    | Mark Selby     | 13:13    | Jimmy Robertson |
| 15    | Barry Hawkins  | 23:23    | Ryan Day        |
| 16    | Neil Robertson | 13:13    | Jack Lisowski   |
| 17    | Luca Brecel    | 23:23    | Jimmy Robertson |
| 18    | Mark Selby     | 30:30    | Jack Lisowski   |
| 19    | Barry Hawkins  | 03:03    | Jimmy Robertson |
| 20    | Mark Selby     | 23:23    | Ryan Day        |
| 21    | Luca Brecel    | 31:31    | Neil Robertson  |

| Spiel | Spieler 1      | Ergebnis | Spieler 2       |
| ----- | -------------- | -------- | --------------- |
| 13    | Luca Brecel    | 31:31    | Ryan Day        |
| 14    | Mark Selby     | 13:13    | Jimmy Robertson |
| 15    | Barry Hawkins  | 23:23    | Ryan Day        |
| 16    | Neil Robertson | 13:13    | Jack Lisowski   |
| 17    | Luca Brecel    | 23:23    | Jimmy Robertson |
| 18    | Mark Selby     | 30:30    | Jack Lisowski   |
| 19    | Barry Hawkins  | 03:03    | Jimmy Robertson |
| 20    | Mark Selby     | 23:23    | Ryan Day        |
| 21    | Luca Brecel    | 31:31    | Neil Robertson  |

#### Tabelle
| Pos. | Spieler         | Gegner | Gegner | Gegner | Gegner | Gegner | Gegner | Gegner | Partien | Frames | Punkte | Preisgeld NB |
| ---- | --------------- | ------ | ------ | ------ | ------ | ------ | ------ | ------ | ------- | ------ | ------ | ------------ |
| Pos. | Spieler         | HAW    | NRO    | SEL    | DAY    | LIS    | JRO    | BRE    | Partien | Frames | Punkte | Preisgeld NB |
| 1    | Barry Hawkins   |        | 3:1    | 3:1    | 3:2    | 3:2    | 3:0    | 3:2    | 6:0     | 18:8   | 6      | 2800 £       |
| 2    | Neil Robertson  | 1:3    |        | 3:2    | 3:1    | 3:1    | 0:3    | 3:1    | 4:2     | 13:11  | 4      | 6100 £       |
| 3    | Mark Selby      | 1:3    | 2:3    |        | 3:2    | 0:3    | 3:1    | 3:0    | 3:3     | 12:12  | 3      | 3300 £ HB    |
| 4    | Ryan Day        | 2:3    | 1:3    | 2:3    |        | 2:3    | 3:1    | 3:1    | 2:4     | 13:14  | 2      | 4800 £       |
| 5    | Jack Lisowski   | 2:3    | 1:3    | 3:0    | 3:2    |        | 2:3    | 1:3    | 2:4     | 12:14  | 2      | 1200 £       |
| 6    | Jimmy Robertson | 0:3    | 3:0    | 1:3    | 1:3    | 3:2    |        | 2:3    | 2:4     | 10:14  | 2      | 1000 £       |
| 7    | Luca Brecel     | 2:3    | 1:3    | 0:3    | 1:3    | 3:1    | 3:2    |        | 2:4     | 10:15  | 2      | 1000 £       |

|  | Qualifikation für das Halbfinale der Gruppe 1 |
|  | Qualifikation für Gruppe 2                    |

#### K.-o.-Phase
|  | Halbfinale Best of 5 Frames | Halbfinale Best of 5 Frames | Halbfinale Best of 5 Frames |  |  | Finale Best of 5 Frames | Finale Best of 5 Frames | Finale Best of 5 Frames |
|  |                             |                             |                             |  |  |                         |                         |                         |
|  |                             |                             |                             |  |  |                         |                         |                         |
|  | 1                           | Barry Hawkins               | 0                           |  |  |                         |                         |                         |
|  | 4                           | Ryan Day                    | 3                           |  |  |                         |                         |                         |
|  |                             |                             |                             |  |  | 4                       | Ryan Day                | 2                       |
|  |                             |                             |                             |  |  | 2                       | Neil Robertson          | 3                       |
|  | 2                           | Neil Robertson              | 3                           |  |  |                         |                         |                         |
|  | 3                           | Mark Selby                  | 2                           |  |  |                         |                         |                         |
|  |                             |                             |                             |  |  |                         |                         |                         |

### Gruppe 2
Die Spiele der Gruppe 2 wurden am 9. und 10. Oktober 2019 ausgetragen. Ryan Day, Barry Hawkins, Mark Selby und Jack Lisowski aus Gruppe 1 bekamen eine zweite Chance, neu hinzu kamen Kyren Wilson, Stuart Bingham und Gary Wilson. Bingham gewann die Gruppe und qualifizierte sich dadurch für die Winners’ Group. Day und Lisowski schieden aus dem Turnier aus.

#### Gruppenspiele
| Spiel | Spieler 1      | Ergebnis | Spieler 2      |
| ----- | -------------- | -------- | -------------- |
| 1     | Kyren Wilson   | 03:03    | Stuart Bingham |
| 2     | Gary Wilson    | 03:03    | Jack Lisowski  |
| 3     | Barry Hawkins  | 32:32    | Kyren Wilson   |
| 4     | Mark Selby     | 03:03    | Ryan Day       |
| 5     | Stuart Bingham | 13:13    | Gary Wilson    |
| 6     | Jack Lisowski  | 30:30    | Mark Selby     |
| 7     | Kyren Wilson   | 32:32    | Gary Wilson    |
| 8     | Ryan Day       | 03:03    | Barry Hawkins  |
| 9     | Stuart Bingham | 23:23    | Jack Lisowski  |
| 10    | Mark Selby     | 32:32    | Barry Hawkins  |
| 11    | Ryan Day       | 32:32    | Jack Lisowski  |
| 12    | Gary Wilson    | 13:13    | Barry Hawkins  |

| Spiel | Spieler 1      | Ergebnis | Spieler 2      |
| ----- | -------------- | -------- | -------------- |
| 1     | Kyren Wilson   | 03:03    | Stuart Bingham |
| 2     | Gary Wilson    | 03:03    | Jack Lisowski  |
| 3     | Barry Hawkins  | 32:32    | Kyren Wilson   |
| 4     | Mark Selby     | 03:03    | Ryan Day       |
| 5     | Stuart Bingham | 13:13    | Gary Wilson    |
| 6     | Jack Lisowski  | 30:30    | Mark Selby     |
| 7     | Kyren Wilson   | 32:32    | Gary Wilson    |
| 8     | Ryan Day       | 03:03    | Barry Hawkins  |
| 9     | Stuart Bingham | 23:23    | Jack Lisowski  |
| 10    | Mark Selby     | 32:32    | Barry Hawkins  |
| 11    | Ryan Day       | 32:32    | Jack Lisowski  |
| 12    | Gary Wilson    | 13:13    | Barry Hawkins  |

| Spiel | Spieler 1      | Ergebnis | Spieler 2     |
| ----- | -------------- | -------- | ------------- |
| 13    | Kyren Wilson   | 03:03    | Ryan Day      |
| 14    | Stuart Bingham | 23:23    | Mark Selby    |
| 15    | Gary Wilson    | 03:03    | Ryan Day      |
| 16    | Jack Lisowski  | 31:31    | Barry Hawkins |
| 17    | Kyren Wilson   | 23:23    | Mark Selby    |
| 18    | Stuart Bingham | 31:31    | Barry Hawkins |
| 19    | Gary Wilson    | 30:30    | Mark Selby    |
| 20    | Stuart Bingham | 23:23    | Ryan Day      |
| 21    | Kyren Wilson   | 03:03    | Jack Lisowski |

| Spiel | Spieler 1      | Ergebnis | Spieler 2     |
| ----- | -------------- | -------- | ------------- |
| 13    | Kyren Wilson   | 03:03    | Ryan Day      |
| 14    | Stuart Bingham | 23:23    | Mark Selby    |
| 15    | Gary Wilson    | 03:03    | Ryan Day      |
| 16    | Jack Lisowski  | 31:31    | Barry Hawkins |
| 17    | Kyren Wilson   | 23:23    | Mark Selby    |
| 18    | Stuart Bingham | 31:31    | Barry Hawkins |
| 19    | Gary Wilson    | 30:30    | Mark Selby    |
| 20    | Stuart Bingham | 23:23    | Ryan Day      |
| 21    | Kyren Wilson   | 03:03    | Jack Lisowski |

#### Tabelle
| Pos. | Spieler        | Gegner | Gegner | Gegner | Gegner | Gegner | Gegner | Gegner | Partien | Frames | Punkte | Preisgeld NB |
| ---- | -------------- | ------ | ------ | ------ | ------ | ------ | ------ | ------ | ------- | ------ | ------ | ------------ |
| Pos. | Spieler        | KWI    | GWI    | BNG    | SEL    | HAW    | DAY    | LIS    | Partien | Frames | Punkte | Preisgeld NB |
| 1    | Kyren Wilson   |        | 2:3    | 3:0    | 3:2    | 3:2    | 3:0    | 3:0    | 5:1     | 17:7   | 5      | 3000 £       |
| 2    | Gary Wilson    | 3:2    |        | 1:3    | 0:3    | 3:1    | 3:0    | 3:0    | 4:2     | 13:9   | 4      | 2300 £       |
| 3    | Stuart Bingham | 0:3    | 3:1    |        | 3:2    | 1:3    | 3:2    | 3:2    | 4:2     | 13:13  | 4      | 6100 £       |
| 4    | Mark Selby     | 2:3    | 3:0    | 2:3    |        | 2:3    | 3:0    | 3:0    | 3:3     | 15:9   | 3      | 5200 £ HB    |
| 5    | Barry Hawkins  | 2:3    | 1:3    | 3:1    | 3:2    |        | 0:3    | 3:1    | 3:3     | 12:13  | 3      | 1200 £       |
| 6    | Ryan Day       | 0:3    | 0:3    | 2:3    | 0:3    | 3:0    |        | 2:3    | 1:5     | 7:15   | 1      | 700 £        |
| 7    | Jack Lisowski  | 0:3    | 0:3    | 2:3    | 0:3    | 1:3    | 3:2    |        | 1:5     | 6:17   | 1      | 600 £        |

|  | Qualifikation für das Halbfinale der Gruppe 2 |
|  | Qualifikation für Gruppe 3                    |

#### K.-o.-Phase
|  | Halbfinale Best of 5 Frames | Halbfinale Best of 5 Frames | Halbfinale Best of 5 Frames |  |  | Finale Best of 5 Frames | Finale Best of 5 Frames | Finale Best of 5 Frames |
|  |                             |                             |                             |  |  |                         |                         |                         |
|  |                             |                             |                             |  |  |                         |                         |                         |
|  | 1                           | Kyren Wilson                | 1                           |  |  |                         |                         |                         |
|  | 4                           | Mark Selby                  | 3                           |  |  |                         |                         |                         |
|  |                             |                             |                             |  |  | 4                       | Mark Selby              | 1                       |
|  |                             |                             |                             |  |  | 3                       | Stuart Bingham          | 3                       |
|  | 2                           | Gary Wilson                 | 0                           |  |  |                         |                         |                         |
|  | 3                           | Stuart Bingham              | 3                           |  |  |                         |                         |                         |
|  |                             |                             |                             |  |  |                         |                         |                         |

### Gruppe 3
Die Partien der Gruppe 3 fanden am 21. und 22. Oktober 2019 in Leicester statt. Nachdem Mark Selby, der am Tag zuvor noch das Finale des English Open gespielt hatte, und Barry Hawkins die weitere Teilnahme absagten, wurde die Gruppe kurzfristig neu besetzt. Aus Gruppe 2 blieben nur noch Kyren und Gary Wilson übrig. Tom Ford, Xiao Guodong, Ben Woollaston, Graeme Dott und Matthew Selt kamen neu hinzu. Im zweiten Anlauf gewann Gary Wilson die Qualifikationsgruppe und sicherte sich einen Platz in der Winners’ Group. Für Xiao Guodong und Ben Woollaston war die Championship League dagegen wieder zu Ende.

#### Gruppenspiele
| Spiel | Spieler 1      | Ergebnis | Spieler 2      |
| ----- | -------------- | -------- | -------------- |
| 1     | Xiao Guodong   | 30:30    | Tom Ford       |
| 2     | Ben Woollaston | 30:30    | Graeme Dott    |
| 3     | Kyren Wilson   | 32:32    | Xiao Guodong   |
| 4     | Gary Wilson    | 23:23    | Matthew Selt   |
| 5     | Tom Ford       | 13:13    | Ben Woollaston |
| 6     | Graeme Dott    | 32:32    | Gary Wilson    |
| 7     | Xiao Guodong   | 32:32    | Ben Woollaston |
| 8     | Matthew Selt   | 23:23    | Kyren Wilson   |
| 9     | Tom Ford       | 03:03    | Graeme Dott    |
| 10    | Gary Wilson    | 31:31    | Kyren Wilson   |
| 11    | Matthew Selt   | 30:30    | Graeme Dott    |
| 12    | Ben Woollaston | 13:13    | Kyren Wilson   |

| Spiel | Spieler 1      | Ergebnis | Spieler 2      |
| ----- | -------------- | -------- | -------------- |
| 1     | Xiao Guodong   | 30:30    | Tom Ford       |
| 2     | Ben Woollaston | 30:30    | Graeme Dott    |
| 3     | Kyren Wilson   | 32:32    | Xiao Guodong   |
| 4     | Gary Wilson    | 23:23    | Matthew Selt   |
| 5     | Tom Ford       | 13:13    | Ben Woollaston |
| 6     | Graeme Dott    | 32:32    | Gary Wilson    |
| 7     | Xiao Guodong   | 32:32    | Ben Woollaston |
| 8     | Matthew Selt   | 23:23    | Kyren Wilson   |
| 9     | Tom Ford       | 03:03    | Graeme Dott    |
| 10    | Gary Wilson    | 31:31    | Kyren Wilson   |
| 11    | Matthew Selt   | 30:30    | Graeme Dott    |
| 12    | Ben Woollaston | 13:13    | Kyren Wilson   |

| Spiel | Spieler 1      | Ergebnis | Spieler 2    |
| ----- | -------------- | -------- | ------------ |
| 13    | Xiao Guodong   | 32:32    | Matthew Selt |
| 14    | Tom Ford       | 32:32    | Gary Wilson  |
| 15    | Ben Woollaston | 31:31    | Matthew Selt |
| 16    | Graeme Dott    | 32:32    | Kyren Wilson |
| 17    | Xiao Guodong   | 31:31    | Gary Wilson  |
| 18    | Tom Ford       | 32:32    | Kyren Wilson |
| 19    | Ben Woollaston | 31:31    | Gary Wilson  |
| 20    | Tom Ford       | 13:13    | Matthew Selt |
| 21    | Xiao Guodong   | 13:13    | Graeme Dott  |

| Spiel | Spieler 1      | Ergebnis | Spieler 2    |
| ----- | -------------- | -------- | ------------ |
| 13    | Xiao Guodong   | 32:32    | Matthew Selt |
| 14    | Tom Ford       | 32:32    | Gary Wilson  |
| 15    | Ben Woollaston | 31:31    | Matthew Selt |
| 16    | Graeme Dott    | 32:32    | Kyren Wilson |
| 17    | Xiao Guodong   | 31:31    | Gary Wilson  |
| 18    | Tom Ford       | 32:32    | Kyren Wilson |
| 19    | Ben Woollaston | 31:31    | Gary Wilson  |
| 20    | Tom Ford       | 13:13    | Matthew Selt |
| 21    | Xiao Guodong   | 13:13    | Graeme Dott  |

#### Tabelle
| Pos. | Spieler        | Gegner | Gegner | Gegner | Gegner | Gegner | Gegner | Gegner | Partien | Frames | Punkte | Preisgeld NB |
| ---- | -------------- | ------ | ------ | ------ | ------ | ------ | ------ | ------ | ------- | ------ | ------ | ------------ |
| Pos. | Spieler        | GWI    | FOR    | KWI    | SEL    | DOT    | XIA    | WOO    | Partien | Frames | Punkte | Preisgeld NB |
| 1    | Gary Wilson    |        | 3:2    | 1:3    | 3:2    | 3:2    | 3:1    | 3:1    | 5:1     | 16:11  | 5      | 6650 £ HB    |
| 2    | Tom Ford       | 2:3    |        | 2:3    | 3:1    | 3:0    | 3:0    | 3:1    | 4:2     | 16:8   | 4      | 3200 £       |
| 3    | Kyren Wilson   | 3:1    | 3:2    |        | 2:3    | 3:2    | 2:3    | 1:3    | 3:3     | 14:14  | 3      | 4300 £       |
| 4    | Matthew Selt   | 2:3    | 1:3    | 3:2    |        | 0:3    | 3:2    | 3:1    | 3:3     | 12:14  | 3      | 2500 £       |
| 5    | Graeme Dott    | 2:3    | 0:3    | 2:3    | 3:0    |        | 1:3    | 3:0    | 2:4     | 11:12  | 2      | 1100 £       |
| 6    | Xiao Guodong   | 1:3    | 0:3    | 3:2    | 2:3    | 3:1    |        | 2:3    | 2:4     | 11:15  | 2      | 1350 £ HB    |
| 7    | Ben Woollaston | 1:3    | 1:3    | 3:1    | 1:3    | 0:3    | 3:2    |        | 2:4     | 9:15   | 2      | 900 £        |

|  | Qualifikation für das Halbfinale der Gruppe 3 |
|  | Qualifikation für Gruppe 4                    |

#### K.-o.-Phase
|  | Halbfinale Best of 5 Frames | Halbfinale Best of 5 Frames | Halbfinale Best of 5 Frames |  |  | Finale Best of 5 Frames | Finale Best of 5 Frames | Finale Best of 5 Frames |
|  |                             |                             |                             |  |  |                         |                         |                         |
|  |                             |                             |                             |  |  |                         |                         |                         |
|  | 1                           | Gary Wilson                 | 3                           |  |  |                         |                         |                         |
|  | 4                           | Matthew Selt                | 1                           |  |  |                         |                         |                         |
|  |                             |                             |                             |  |  | 1                       | Gary Wilson             | 3                       |
|  |                             |                             |                             |  |  | 3                       | Kyren Wilson            | 0                       |
|  | 2                           | Tom Ford                    | 2                           |  |  |                         |                         |                         |
|  | 3                           | Kyren Wilson                | 3                           |  |  |                         |                         |                         |
|  |                             |                             |                             |  |  |                         |                         |                         |

### Gruppe 4
Die Partien der Gruppe 4 fanden am 23. und 24. Oktober 2019 in Leicester statt. Tom Ford, Kyren Wilson, Matthew Selt und Graeme Dott bekamen aufgrund ihrer Platzierungen in Gruppe 3 eine weitere Chance. Joe Perry, Ali Carter und Scott Donaldson wurden für die freien Gruppenplätze eingeladen. Donaldson schaffte bei seiner ersten Championship-League-Teilnahme sofort den Durchmarsch in die Winners’ Group. Ali Carter und Matthew Selt schieden dagegen endgültig aus.

#### Gruppenspiele
| Spiel | Spieler 1       | Ergebnis | Spieler 2       |
| ----- | --------------- | -------- | --------------- |
| 1     | Joe Perry       | 31:31    | Scott Donaldson |
| 2     | Ali Carter      | 32:32    | Graeme Dott     |
| 3     | Matthew Selt    | 32:32    | Joe Perry       |
| 4     | Tom Ford        | 32:32    | Kyren Wilson    |
| 5     | Scott Donaldson | 13:13    | Ali Carter      |
| 6     | Graeme Dott     | 23:23    | Tom Ford        |
| 7     | Joe Perry       | 31:31    | Ali Carter      |
| 8     | Kyren Wilson    | 13:13    | Matthew Selt    |
| 9     | Scott Donaldson | 13:13    | Graeme Dott     |
| 10    | Tom Ford        | 32:32    | Matthew Selt    |
| 11    | Kyren Wilson    | 23:23    | Graeme Dott     |
| 12    | Ali Carter      | 23:23    | Matthew Selt    |

| Spiel | Spieler 1       | Ergebnis | Spieler 2       |
| ----- | --------------- | -------- | --------------- |
| 1     | Joe Perry       | 31:31    | Scott Donaldson |
| 2     | Ali Carter      | 32:32    | Graeme Dott     |
| 3     | Matthew Selt    | 32:32    | Joe Perry       |
| 4     | Tom Ford        | 32:32    | Kyren Wilson    |
| 5     | Scott Donaldson | 13:13    | Ali Carter      |
| 6     | Graeme Dott     | 23:23    | Tom Ford        |
| 7     | Joe Perry       | 31:31    | Ali Carter      |
| 8     | Kyren Wilson    | 13:13    | Matthew Selt    |
| 9     | Scott Donaldson | 13:13    | Graeme Dott     |
| 10    | Tom Ford        | 32:32    | Matthew Selt    |
| 11    | Kyren Wilson    | 23:23    | Graeme Dott     |
| 12    | Ali Carter      | 23:23    | Matthew Selt    |

| Spiel | Spieler 1       | Ergebnis | Spieler 2    |
| ----- | --------------- | -------- | ------------ |
| 13    | Joe Perry       | 32:32    | Kyren Wilson |
| 14    | Scott Donaldson | 32:32    | Tom Ford     |
| 15    | Ali Carter      | 32:32    | Kyren Wilson |
| 16    | Graeme Dott     | 13:13    | Matthew Selt |
| 17    | Joe Perry       | 03:03    | Tom Ford     |
| 18    | Scott Donaldson | 03:03    | Matthew Selt |
| 19    | Ali Carter      | 31:31    | Tom Ford     |
| 20    | Scott Donaldson | 23:23    | Kyren Wilson |
| 21    | Joe Perry       | 32:32    | Graeme Dott  |

| Spiel | Spieler 1       | Ergebnis | Spieler 2    |
| ----- | --------------- | -------- | ------------ |
| 13    | Joe Perry       | 32:32    | Kyren Wilson |
| 14    | Scott Donaldson | 32:32    | Tom Ford     |
| 15    | Ali Carter      | 32:32    | Kyren Wilson |
| 16    | Graeme Dott     | 13:13    | Matthew Selt |
| 17    | Joe Perry       | 03:03    | Tom Ford     |
| 18    | Scott Donaldson | 03:03    | Matthew Selt |
| 19    | Ali Carter      | 31:31    | Tom Ford     |
| 20    | Scott Donaldson | 23:23    | Kyren Wilson |
| 21    | Joe Perry       | 32:32    | Graeme Dott  |

#### Tabelle
| Pos. | Spieler         | Gegner | Gegner | Gegner | Gegner | Gegner | Gegner | Gegner | Partien | Frames | Punkte | Preisgeld NB |
| ---- | --------------- | ------ | ------ | ------ | ------ | ------ | ------ | ------ | ------- | ------ | ------ | ------------ |
| Pos. | Spieler         | DON    | KWI    | DOT    | PER    | FOR    | CAR    | SLT    | Partien | Frames | Punkte | Preisgeld NB |
| 1    | Scott Donaldson |        | 3:2    | 3:1    | 3:1    | 2:3    | 3:1    | 3:0    | 5:1     | 17:8   | 5      | 6500 £       |
| 2    | Kyren Wilson    | 2:3    |        | 3:2    | 3:2    | 3:2    | 3:2    | 3:1    | 5:1     | 17:12  | 5      | 3800 £ HB    |
| 3    | Graeme Dott     | 1:3    | 2:3    |        | 3:2    | 3:2    | 3:2    | 3:1    | 4:2     | 15:13  | 4      | 4400 £       |
| 4    | Joe Perry       | 1:3    | 2:3    | 2:3    |        | 3:0    | 1:3    | 3:2    | 2:4     | 12:14  | 2      | 2800 £       |
| 5    | Tom Ford        | 3:2    | 2:3    | 2:3    | 0:3    |        | 3:1    | 2:3    | 2:4     | 12:15  | 2      | 1200 £       |
| 6    | Ali Carter      | 1:3    | 2:3    | 2:3    | 3:1    | 1:3    |        | 3:2    | 2:4     | 12:15  | 2      | 1200 £       |
| 7    | Matthew Selt    | 0:3    | 1:3    | 1:3    | 2:3    | 3:2    | 2:3    |        | 1:5     | 9:17   | 1      | 900 £        |

|  | Qualifikation für das Halbfinale der Gruppe 4 |
|  | Qualifikation für Gruppe 5                    |

#### K.-o.-Phase
|  | Halbfinale Best of 5 Frames | Halbfinale Best of 5 Frames | Halbfinale Best of 5 Frames |  |  | Finale Best of 5 Frames | Finale Best of 5 Frames | Finale Best of 5 Frames |
|  |                             |                             |                             |  |  |                         |                         |                         |
|  |                             |                             |                             |  |  |                         |                         |                         |
|  | 1                           | Scott Donaldson             | 3                           |  |  |                         |                         |                         |
|  | 4                           | Joe Perry                   | 2                           |  |  |                         |                         |                         |
|  |                             |                             |                             |  |  | 1                       | Scott Donaldson         | 3                       |
|  |                             |                             |                             |  |  | 3                       | Graeme Dott             | 0                       |
|  | 2                           | Kyren Wilson                | 2                           |  |  |                         |                         |                         |
|  | 3                           | Graeme Dott                 | 3                           |  |  |                         |                         |                         |
|  |                             |                             |                             |  |  |                         |                         |                         |

### Gruppe 5
Die Partien der Gruppe 5 fanden am 6. und 7. Januar 2020 in Leicester statt. Anthony McGill, David Gilbert und Mark Williams wurden vorab als neue Spieler in dieser Gruppe bekanntgegeben. Joe Perry, Graeme Dott, Tom Ford und Kyren Wilson bekamen eine weitere Chance als übrig gebliebene Spieler der Gruppe 4. Aber keiner konnte sie nutzen, stattdessen schieden Ford und Wilson endgültig aus. Anthony McGill marschierte dagegen durch in die Winners’ Group und erreichte damit bei seiner vierten Teilnahme zum zweiten Mal die Endrunde.

#### Gruppenspiele
| Spiel | Spieler 1      | Ergebnis | Spieler 2      |
| ----- | -------------- | -------- | -------------- |
| 1     | Anthony McGill | 13:13    | David Gilbert  |
| 2     | Mark Williams  | 13:13    | Tom Ford       |
| 3     | Joe Perry      | 13:13    | Anthony McGill |
| 4     | Kyren Wilson   | 03:03    | Graeme Dott    |
| 5     | David Gilbert  | 31:31    | Mark Williams  |
| 6     | Tom Ford       | 23:23    | Kyren Wilson   |
| 7     | Anthony McGill | 30:30    | Mark Williams  |
| 8     | Graeme Dott    | 23:23    | Joe Perry      |
| 9     | David Gilbert  | 23:23    | Tom Ford       |
| 10    | Kyren Wilson   | 23:23    | Joe Perry      |
| 11    | Graeme Dott    | 03:03    | Tom Ford       |
| 12    | Mark Williams  | 13:13    | Joe Perry      |

| Spiel | Spieler 1      | Ergebnis | Spieler 2      |
| ----- | -------------- | -------- | -------------- |
| 1     | Anthony McGill | 13:13    | David Gilbert  |
| 2     | Mark Williams  | 13:13    | Tom Ford       |
| 3     | Joe Perry      | 13:13    | Anthony McGill |
| 4     | Kyren Wilson   | 03:03    | Graeme Dott    |
| 5     | David Gilbert  | 31:31    | Mark Williams  |
| 6     | Tom Ford       | 23:23    | Kyren Wilson   |
| 7     | Anthony McGill | 30:30    | Mark Williams  |
| 8     | Graeme Dott    | 23:23    | Joe Perry      |
| 9     | David Gilbert  | 23:23    | Tom Ford       |
| 10    | Kyren Wilson   | 23:23    | Joe Perry      |
| 11    | Graeme Dott    | 03:03    | Tom Ford       |
| 12    | Mark Williams  | 13:13    | Joe Perry      |

| Spiel | Spieler 1      | Ergebnis | Spieler 2    |
| ----- | -------------- | -------- | ------------ |
| 13    | Anthony McGill | 13:13    | Graeme Dott  |
| 14    | David Gilbert  | 03:03    | Kyren Wilson |
| 15    | Mark Williams  | 23:23    | Graeme Dott  |
| 16    | Tom Ford       | 32:32    | Joe Perry    |
| 17    | Anthony McGill | 13:13    | Kyren Wilson |
| 18    | David Gilbert  | 30:30    | Joe Perry    |
| 19    | Mark Williams  | 03:03    | Kyren Wilson |
| 20    | David Gilbert  | 23:23    | Graeme Dott  |
| 21    | Anthony McGill | 31:31    | Tom Ford     |

| Spiel | Spieler 1      | Ergebnis | Spieler 2    |
| ----- | -------------- | -------- | ------------ |
| 13    | Anthony McGill | 13:13    | Graeme Dott  |
| 14    | David Gilbert  | 03:03    | Kyren Wilson |
| 15    | Mark Williams  | 23:23    | Graeme Dott  |
| 16    | Tom Ford       | 32:32    | Joe Perry    |
| 17    | Anthony McGill | 13:13    | Kyren Wilson |
| 18    | David Gilbert  | 30:30    | Joe Perry    |
| 19    | Mark Williams  | 03:03    | Kyren Wilson |
| 20    | David Gilbert  | 23:23    | Graeme Dott  |
| 21    | Anthony McGill | 31:31    | Tom Ford     |

#### Tabelle
| Pos. | Spieler        | Gegner | Gegner | Gegner | Gegner | Gegner | Gegner | Gegner | Partien | Frames | Punkte | Preisgeld NB |
| ---- | -------------- | ------ | ------ | ------ | ------ | ------ | ------ | ------ | ------- | ------ | ------ | ------------ |
| Pos. | Spieler        | MWI    | PER    | MCG    | GIL    | DOT    | FOR    | KWI    | Partien | Frames | Punkte | Preisgeld NB |
| 1    | Mark Williams  |        | 3:1    | 3:0    | 3:1    | 3:2    | 3:1    | 3:0    | 6:0     | 18:5   | 6      | 3400 £       |
| 2    | Joe Perry      | 1:3    |        | 3:1    | 3:0    | 2:3    | 3:2    | 2:3    | 3:3     | 14:12  | 3      | 3000 £       |
| 3    | Anthony McGill | 0:3    | 1:3    |        | 3:1    | 3:1    | 1:3    | 3:1    | 3:3     | 11:12  | 3      | 5900 £       |
| 4    | David Gilbert  | 1:3    | 0:3    | 1:3    |        | 3:2    | 3:2    | 3:0    | 3:3     | 11:13  | 3      | 4600 £       |
| 5    | Graeme Dott    | 2:3    | 3:2    | 1:3    | 2:3    |        | 3:0    | 0:3    | 2:4     | 11:14  | 2      | 1100 £       |
| 6    | Tom Ford       | 1:3    | 2:3    | 3:1    | 2:3    | 0:3    |        | 3:2    | 2:4     | 11:15  | 2      | 1600 £ HB    |
| 7    | Kyren Wilson   | 0:3    | 3:2    | 1:3    | 0:3    | 3:0    | 2:3    |        | 2:4     | 9:14   | 2      | 900 £        |

|  | Qualifikation für das Halbfinale der Gruppe 5 |
|  | Qualifikation für Gruppe 6                    |

#### K.-o.-Phase
|  | Halbfinale Best of 5 Frames | Halbfinale Best of 5 Frames | Halbfinale Best of 5 Frames |  |  | Finale Best of 5 Frames | Finale Best of 5 Frames | Finale Best of 5 Frames |
|  |                             |                             |                             |  |  |                         |                         |                         |
|  |                             |                             |                             |  |  |                         |                         |                         |
|  | 1                           | Mark Williams               | 2                           |  |  |                         |                         |                         |
|  | 4                           | David Gilbert               | 3                           |  |  |                         |                         |                         |
|  |                             |                             |                             |  |  | 4                       | David Gilbert           | 2                       |
|  |                             |                             |                             |  |  | 3                       | Anthony McGill          | 3                       |
|  | 2                           | Joe Perry                   | 2                           |  |  |                         |                         |                         |
|  | 3                           | Anthony McGill              | 3                           |  |  |                         |                         |                         |
|  |                             |                             |                             |  |  |                         |                         |                         |

### Gruppe 6
Die Partien der Gruppe 6 fanden am 8. und 9. Januar 2020 in Leicester statt. John Higgins, Judd Trump und Mark King stiegen in dieser Runde ins Turnier ein. Aus Gruppe 5 konnten es Graeme Dott, Mark Williams, Joe Perry und David Gilbert noch einmal versuchen. Der amtierende Weltmeister Judd Trump zog auf direktem Weg in die Winners’ Group ein. Joe Perry und Mark King mussten sich aus dem Turnier verabschieden.

#### Gruppenspiele
| Spiel | Spieler 1     | Ergebnis | Spieler 2     |
| ----- | ------------- | -------- | ------------- |
| 1     | John Higgins  | 31:31    | Judd Trump    |
| 2     | Mark King     | 31:31    | Graeme Dott   |
| 3     | Mark Williams | 32:32    | John Higgins  |
| 4     | Joe Perry     | 31:31    | David Gilbert |
| 5     | Judd Trump    | 13:13    | Mark King     |
| 6     | Graeme Dott   | 13:13    | Joe Perry     |
| 7     | John Higgins  | 23:23    | Mark King     |
| 8     | David Gilbert | 23:23    | Mark Williams |
| 9     | Judd Trump    | 13:13    | Graeme Dott   |
| 10    | Joe Perry     | 32:32    | Mark Williams |
| 11    | David Gilbert | 23:23    | Graeme Dott   |
| 12    | Mark King     | 30:30    | Mark Williams |

| Spiel | Spieler 1     | Ergebnis | Spieler 2     |
| ----- | ------------- | -------- | ------------- |
| 1     | John Higgins  | 31:31    | Judd Trump    |
| 2     | Mark King     | 31:31    | Graeme Dott   |
| 3     | Mark Williams | 32:32    | John Higgins  |
| 4     | Joe Perry     | 31:31    | David Gilbert |
| 5     | Judd Trump    | 13:13    | Mark King     |
| 6     | Graeme Dott   | 13:13    | Joe Perry     |
| 7     | John Higgins  | 23:23    | Mark King     |
| 8     | David Gilbert | 23:23    | Mark Williams |
| 9     | Judd Trump    | 13:13    | Graeme Dott   |
| 10    | Joe Perry     | 32:32    | Mark Williams |
| 11    | David Gilbert | 23:23    | Graeme Dott   |
| 12    | Mark King     | 30:30    | Mark Williams |

| Spiel | Spieler 1    | Ergebnis | Spieler 2     |
| ----- | ------------ | -------- | ------------- |
| 13    | John Higgins | 13:13    | David Gilbert |
| 14    | Judd Trump   | 13:13    | Joe Perry     |
| 15    | Mark King    | 31:31    | David Gilbert |
| 16    | Graeme Dott  | 13:13    | Mark Williams |
| 17    | John Higgins | 31:31    | Joe Perry     |
| 18    | Judd Trump   | 31:31    | Mark Williams |
| 19    | Mark King    | 31:31    | Joe Perry     |
| 20    | Judd Trump   | 31:31    | David Gilbert |
| 21    | John Higgins | 23:23    | Graeme Dott   |

| Spiel | Spieler 1    | Ergebnis | Spieler 2     |
| ----- | ------------ | -------- | ------------- |
| 13    | John Higgins | 13:13    | David Gilbert |
| 14    | Judd Trump   | 13:13    | Joe Perry     |
| 15    | Mark King    | 31:31    | David Gilbert |
| 16    | Graeme Dott  | 13:13    | Mark Williams |
| 17    | John Higgins | 31:31    | Joe Perry     |
| 18    | Judd Trump   | 31:31    | Mark Williams |
| 19    | Mark King    | 31:31    | Joe Perry     |
| 20    | Judd Trump   | 31:31    | David Gilbert |
| 21    | John Higgins | 23:23    | Graeme Dott   |

#### Tabelle
| Pos. | Spieler       | Gegner | Gegner | Gegner | Gegner | Gegner | Gegner | Gegner | Partien | Frames | Punkte | Preisgeld NB |
| ---- | ------------- | ------ | ------ | ------ | ------ | ------ | ------ | ------ | ------- | ------ | ------ | ------------ |
| Pos. | Spieler       | GIL    | TRU    | HIG    | DOT    | WIL    | PER    | KIN    | Partien | Frames | Punkte | Preisgeld NB |
| 1    | David Gilbert |        | 3:1    | 1:3    | 3:2    | 3:2    | 3:1    | 3:1    | 5:1     | 16:10  | 5      | 3200 £       |
| 2    | Judd Trump    | 1:3    |        | 3:1    | 3:1    | 1:3    | 3:1    | 3:1    | 4:2     | 14:10  | 4      | 6700 £ HB    |
| 3    | John Higgins  | 3:1    | 1:3    |        | 3:2    | 3:2    | 1:3    | 3:2    | 4:2     | 14:13  | 4      | 2700 £       |
| 4    | Graeme Dott   | 2:3    | 1:3    | 2:3    |        | 3:1    | 3:1    | 3:1    | 3:3     | 14:12  | 3      | 4900 £       |
| 5    | Mark Williams | 2:3    | 3:1    | 2:3    | 1:3    |        | 3:2    | 3:0    | 3:3     | 14:12  | 3      | 1400 £       |
| 6    | Joe Perry     | 1:3    | 1:3    | 3:1    | 1:3    | 2:3    |        | 3:1    | 2:4     | 11:14  | 2      | 1100 £       |
| 7    | Mark King     | 1:3    | 1:3    | 2:3    | 1:3    | 0:3    | 1:3    |        | 0:6     | 6:18   | 0      | 600 £        |

|  | Qualifikation für das Halbfinale der Gruppe 6 |
|  | Qualifikation für Gruppe 7                    |

#### K.-o.-Phase
|  | Halbfinale Best of 5 Frames | Halbfinale Best of 5 Frames | Halbfinale Best of 5 Frames |  |  | Finale Best of 5 Frames | Finale Best of 5 Frames | Finale Best of 5 Frames |
|  |                             |                             |                             |  |  |                         |                         |                         |
|  |                             |                             |                             |  |  |                         |                         |                         |
|  | 1                           | David Gilbert               | 2                           |  |  |                         |                         |                         |
|  | 4                           | Graeme Dott                 | 3                           |  |  |                         |                         |                         |
|  |                             |                             |                             |  |  | 4                       | Graeme Dott             | 2                       |
|  |                             |                             |                             |  |  | 2                       | Judd Trump              | 3                       |
|  | 2                           | Judd Trump                  | 3                           |  |  |                         |                         |                         |
|  | 3                           | John Higgins                | 1                           |  |  |                         |                         |                         |
|  |                             |                             |                             |  |  |                         |                         |                         |

### Gruppe 7
Mit den Partien der Gruppe 7 am 2. und 3. März 2020 in Leicester endete die Qualifikationsphase für die Winners’ Group des Turniers. Eine letzte Chance bekamen Robert Milkins, Ricky Walden und Lü Haotian. Favorit John Higgins konnte zwar die Gruppe gewinnen, im Ausscheidungsduell war aber sein schottischer Landsmann Graeme Dott der Bessere und sicherte sich den letzten Platz in der Winner’s Group.

#### Gruppenspiele
| Spiel | Spieler 1      | Ergebnis | Spieler 2      |
| ----- | -------------- | -------- | -------------- |
| 1     | Lü Haotian     | 31:31    | Robert Milkins |
| 2     | Ricky Walden   | 30:30    | Mark Williams  |
| 3     | David Gilbert  | 13:13    | Lü Haotian     |
| 4     | John Higgins   | 32:32    | Graeme Dott    |
| 5     | Robert Milkins | 31:31    | Ricky Walden   |
| 6     | Mark Williams  | 30:30    | John Higgins   |
| 7     | Lü Haotian     | 03:03    | Ricky Walden   |
| 8     | Graeme Dott    | 13:13    | David Gilbert  |
| 9     | Robert Milkins | 31:31    | Mark Williams  |
| 10    | John Higgins   | 03:03    | David Gilbert  |
| 11    | Graeme Dott    | 31:31    | Mark Williams  |
| 12    | Ricky Walden   | 32:32    | David Gilbert  |

| Spiel | Spieler 1      | Ergebnis | Spieler 2      |
| ----- | -------------- | -------- | -------------- |
| 1     | Lü Haotian     | 31:31    | Robert Milkins |
| 2     | Ricky Walden   | 30:30    | Mark Williams  |
| 3     | David Gilbert  | 13:13    | Lü Haotian     |
| 4     | John Higgins   | 32:32    | Graeme Dott    |
| 5     | Robert Milkins | 31:31    | Ricky Walden   |
| 6     | Mark Williams  | 30:30    | John Higgins   |
| 7     | Lü Haotian     | 03:03    | Ricky Walden   |
| 8     | Graeme Dott    | 13:13    | David Gilbert  |
| 9     | Robert Milkins | 31:31    | Mark Williams  |
| 10    | John Higgins   | 03:03    | David Gilbert  |
| 11    | Graeme Dott    | 31:31    | Mark Williams  |
| 12    | Ricky Walden   | 32:32    | David Gilbert  |

| Spiel | Spieler 1      | Ergebnis | Spieler 2     |
| ----- | -------------- | -------- | ------------- |
| 13    | Lü Haotian     | 30:30    | Graeme Dott   |
| 14    | Robert Milkins | 30:30    | John Higgins  |
| 15    | Ricky Walden   | 03:03    | Graeme Dott   |
| 16    | Mark Williams  | 30:30    | David Gilbert |
| 17    | Lü Haotian     | 31:31    | John Higgins  |
| 18    | Robert Milkins | 32:32    | David Gilbert |
| 19    | Ricky Walden   | 30:30    | John Higgins  |
| 20    | Robert Milkins | 30:30    | Graeme Dott   |
| 21    | Lü Haotian     | 23:23    | Mark Williams |

| Spiel | Spieler 1      | Ergebnis | Spieler 2     |
| ----- | -------------- | -------- | ------------- |
| 13    | Lü Haotian     | 30:30    | Graeme Dott   |
| 14    | Robert Milkins | 30:30    | John Higgins  |
| 15    | Ricky Walden   | 03:03    | Graeme Dott   |
| 16    | Mark Williams  | 30:30    | David Gilbert |
| 17    | Lü Haotian     | 31:31    | John Higgins  |
| 18    | Robert Milkins | 32:32    | David Gilbert |
| 19    | Ricky Walden   | 30:30    | John Higgins  |
| 20    | Robert Milkins | 30:30    | Graeme Dott   |
| 21    | Lü Haotian     | 23:23    | Mark Williams |

#### Tabelle
| Pos. | Spieler        | Gegner | Gegner | Gegner | Gegner | Gegner | Gegner | Gegner | Partien | Frames | Punkte | Preisgeld NB |
| ---- | -------------- | ------ | ------ | ------ | ------ | ------ | ------ | ------ | ------- | ------ | ------ | ------------ |
| Pos. | Spieler        | HIG    | DOT    | GIL    | WIL    | LÜ     | WAL    | MIL    | Partien | Frames | Punkte | Preisgeld NB |
| 1    | John Higgins   |        | 2:3    | 3:0    | 3:0    | 3:1    | 3:0    | 3:0    | 5:1     | 17:4   | 5      | 3500 £ HB    |
| 2    | Graeme Dott    | 3:2    |        | 3:1    | 1:3    | 3:0    | 0:3    | 3:0    | 4:2     | 13:9   | 4      | 6100 £       |
| 3    | David Gilbert  | 0:3    | 1:3    |        | 3:0    | 3:1    | 3:2    | 3:2    | 4:2     | 13:11  | 4      | 2300 £       |
| 4    | Mark Williams  | 0:3    | 3:1    | 0:3    |        | 2:3    | 3:0    | 3:1    | 3:3     | 11:11  | 3      | 4300 £       |
| 5    | Lü Haotian     | 1:3    | 0:3    | 1:3    | 3:2    |        | 3:0    | 1:3    | 2:4     | 9:14   | 2      | 900 £        |
| 6    | Ricky Walden   | 0:3    | 3:0    | 2:3    | 0:3    | 0:3    |        | 3:1    | 2:4     | 8:13   | 2      | 800 £        |
| 7    | Robert Milkins | 0:3    | 0:3    | 2:3    | 1:3    | 3:1    | 1:3    |        | 1:5     | 7:16   | 1      | 700 £        |

|  | Qualifikation für das Halbfinale der Gruppe 7 |

#### K.-o.-Phase
|  | Halbfinale Best of 5 Frames | Halbfinale Best of 5 Frames | Halbfinale Best of 5 Frames |  |  | Finale Best of 5 Frames | Finale Best of 5 Frames | Finale Best of 5 Frames |
|  |                             |                             |                             |  |  |                         |                         |                         |
|  |                             |                             |                             |  |  |                         |                         |                         |
|  | 1                           | John Higgins                | 1                           |  |  |                         |                         |                         |
|  | 4                           | Mark Williams               | 3                           |  |  |                         |                         |                         |
|  |                             |                             |                             |  |  | 4                       | Mark Williams           | 1                       |
|  |                             |                             |                             |  |  | 2                       | Graeme Dott             | 3                       |
|  | 2                           | Graeme Dott                 | 3                           |  |  |                         |                         |                         |
|  | 3                           | David Gilbert               | 0                           |  |  |                         |                         |                         |
|  |                             |                             |                             |  |  |                         |                         |                         |

## Winners’ Group

### Gruppenspiele
Die Sieger der sieben Gruppen qualifizierten sich für die Gruppenphase der Finalrunde in Leicester und spielten im Round-Robin-Modus um den Einzug ins Halbfinale. Hinter Gruppensieger Judd Trump belegten drei Schotten die folgenden Plätze, die sie für die entscheidende Phase qualifizierten.
| Spiel | Spieler 1       | Ergebnis | Spieler 2       |
| ----- | --------------- | -------- | --------------- |
| 1     | Neil Robertson  | 13:13    | Stuart Bingham  |
| 2     | Gary Wilson     | 32:32    | Scott Donaldson |
| 3     | Anthony McGill  | 32:32    | Neil Robertson  |
| 4     | Judd Trump      | 23:23    | Graeme Dott     |
| 5     | Stuart Bingham  | 03:03    | Gary Wilson     |
| 6     | Scott Donaldson | 31:31    | Judd Trump      |
| 7     | Neil Robertson  | 13:13    | Gary Wilson     |
| 8     | Graeme Dott     | 32:32    | Anthony McGill  |
| 9     | Stuart Bingham  | 30:30    | Scott Donaldson |
| 10    | Judd Trump      | 23:23    | Anthony McGill  |
| 11    | Graeme Dott     | 23:23    | Scott Donaldson |
| 12    | Gary Wilson     | 32:32    | Anthony McGill  |

| Spiel | Spieler 1       | Ergebnis | Spieler 2       |
| ----- | --------------- | -------- | --------------- |
| 1     | Neil Robertson  | 13:13    | Stuart Bingham  |
| 2     | Gary Wilson     | 32:32    | Scott Donaldson |
| 3     | Anthony McGill  | 32:32    | Neil Robertson  |
| 4     | Judd Trump      | 23:23    | Graeme Dott     |
| 5     | Stuart Bingham  | 03:03    | Gary Wilson     |
| 6     | Scott Donaldson | 31:31    | Judd Trump      |
| 7     | Neil Robertson  | 13:13    | Gary Wilson     |
| 8     | Graeme Dott     | 32:32    | Anthony McGill  |
| 9     | Stuart Bingham  | 30:30    | Scott Donaldson |
| 10    | Judd Trump      | 23:23    | Anthony McGill  |
| 11    | Graeme Dott     | 23:23    | Scott Donaldson |
| 12    | Gary Wilson     | 32:32    | Anthony McGill  |

| Spiel | Spieler 1       | Ergebnis | Spieler 2       |
| ----- | --------------- | -------- | --------------- |
| 13    | Neil Robertson  | 31:31    | Graeme Dott     |
| 14    | Stuart Bingham  | 31:31    | Judd Trump      |
| 15    | Gary Wilson     | 30:30    | Graeme Dott     |
| 16    | Scott Donaldson | 30:30    | Anthony McGill  |
| 17    | Neil Robertson  | 30:30    | Judd Trump      |
| 18    | Stuart Bingham  | 13:13    | Anthony McGill  |
| 19    | Gary Wilson     | 31:31    | Judd Trump      |
| 20    | Stuart Bingham  | 30:30    | Graeme Dott     |
| 21    | Neil Robertson  | 31:31    | Scott Donaldson |

| Spiel | Spieler 1       | Ergebnis | Spieler 2       |
| ----- | --------------- | -------- | --------------- |
| 13    | Neil Robertson  | 31:31    | Graeme Dott     |
| 14    | Stuart Bingham  | 31:31    | Judd Trump      |
| 15    | Gary Wilson     | 30:30    | Graeme Dott     |
| 16    | Scott Donaldson | 30:30    | Anthony McGill  |
| 17    | Neil Robertson  | 30:30    | Judd Trump      |
| 18    | Stuart Bingham  | 13:13    | Anthony McGill  |
| 19    | Gary Wilson     | 31:31    | Judd Trump      |
| 20    | Stuart Bingham  | 30:30    | Graeme Dott     |
| 21    | Neil Robertson  | 31:31    | Scott Donaldson |

### Tabelle
| Pos. | Spieler         | Gegner | Gegner | Gegner | Gegner | Gegner | Gegner | Gegner | Partien | Frames | Punkte | Preisgeld NB |
| ---- | --------------- | ------ | ------ | ------ | ------ | ------ | ------ | ------ | ------- | ------ | ------ | ------------ |
| Pos. | Spieler         | TRU    | DOT    | MCG    | DON    | NRO    | BNG    | GWI    | Partien | Frames | Punkte | Preisgeld NB |
| 1    | Judd Trump      |        | 3:2    | 3:2    | 3:1    | 3:0    | 3:1    | 3:1    | 6:0     | 18:7   | 6      | 7900 £ HB    |
| 2    | Graeme Dott     | 2:3    |        | 2:3    | 3:2    | 3:1    | 3:0    | 3:0    | 4:2     | 16:9   | 4      | 9100 £       |
| 3    | Anthony McGill  | 2:3    | 3:2    |        | 3:0    | 2:3    | 1:3    | 3:2    | 3:3     | 14:13  | 3      | 6400 £       |
| 4    | Scott Donaldson | 1:3    | 2:3    | 0:3    |        | 3:1    | 3:0    | 3:2    | 3:3     | 12:12  | 3      | 14200 £      |
| 5    | Neil Robertson  | 0:3    | 1:3    | 3:2    | 1:3    |        | 3:1    | 3:1    | 3:3     | 11:13  | 3      | 2200 £       |
| 6    | Stuart Bingham  | 1:3    | 0:3    | 3:1    | 0:3    | 1:3    |        | 3:0    | 2:4     | 8:13   | 2      | 1600 £       |
| 7    | Gary Wilson     | 1:3    | 0:3    | 2:3    | 2:3    | 1:3    | 0:3    |        | 0:6     | 6:18   | 0      | 1200 £       |

|  | Qualifikation für das Halbfinale der Finalrunde |

### Endrunde
Scott Donaldson, der jüngste der vier verbliebenen Spieler, schlug den amtierenden Weltmeister Judd Trump im Halbfinale und mit einem 3:0 über seinen Landsmann Graeme Dott holte sich der Schotte den Turniersieg.

|  | Halbfinale Best of 5 Frames | Halbfinale Best of 5 Frames | Halbfinale Best of 5 Frames |  |  | Finale Best of 5 Frames | Finale Best of 5 Frames | Finale Best of 5 Frames |
|  |                             |                             |                             |  |  |                         |                         |                         |
|  |                             |                             |                             |  |  |                         |                         |                         |
|  | 1                           | Judd Trump                  | 1                           |  |  |                         |                         |                         |
|  | 4                           | Scott Donaldson             | 3                           |  |  |                         |                         |                         |
|  |                             |                             |                             |  |  | 4                       | Scott Donaldson         | 3                       |
|  |                             |                             |                             |  |  | 2                       | Graeme Dott             | 0                       |
|  | 2                           | Graeme Dott                 | 3                           |  |  |                         |                         |                         |
|  | 3                           | Anthony McGill              | 2                           |  |  |                         |                         |                         |
|  |                             |                             |                             |  |  |                         |                         |                         |

### Finale
| Finale: Best of 5 Frames Schiedsrichter/in: Brendan Moore Morningside Arena, Leicester, England, 5. März 2020 |                |             |
| Scott Donaldson                                                                                               | 3:0            | Graeme Dott |
| 61:0 (60), 61:50, 70:58                                                                                       |                |             |
| 60 | Höchstes Break | –           |
| – | Century-Breaks | –           |
| 1 | 50+-Breaks     | –           |

## Century-Breaks
In den Qualifikationsgruppen spielten 22 Spieler 92 Century-Breaks, in der Gewinnergruppe wurden von vier Spielern 12 Centurybreaks erzielt. Die höchsten Breaks in beiden Gruppen erzielte Judd Trump mit 139 bzw. 145 Punkten. Mit 13 Centurys erzielte Kyren Wilson die meisten 100er.

### Winners’ Group
Anzahl: 12
| Judd Trump     | 139, 132, 127 (2×), 122, 114, 100 |
| Anthony McGill | 137, 114                          |
| Stuart Bingham | 134                               |
| Gary Wilson    | 103, 101                          |

### Qualifikationsgruppen
Anzahl: 92 (Stand: Gruppe 7)
| Judd Trump      | 1456, 128, 120, 117, 107                                    |
| Kyren Wilson    | 1434, 125, 121, 110, 109, 107, 106, 105 (2×), 101, 100 (3×) |
| Graeme Dott     | 140, 132, 126, 118, 106, 105, 103, 100                      |
| Tom Ford        | 1395, 126, 115, 109, 106                                    |
| Joe Perry       | 138, 128, 121, 114, 111                                     |
| David Gilbert   | 138, 117, 105, 103, 101                                     |
| Mark Williams   | 137, 135, 116, 109, 107, 105                                |
| Mark Selby      | 1342, 133, 1311, 130, 117                                   |
| Gary Wilson     | 1343, 132 (2×), 125, 119, 108, 105, 100                     |
| Xiao Guodong    | 1343, 127, 113, 109                                         |
| John Higgins    | 133, 1307, 121, 109, 107, 101                               |
| Ben Woollaston  | 132                                                         |
| Stuart Bingham  | 130, 118, 108, 101                                          |
| Barry Hawkins   | 129, 116, 102                                               |
| Ryan Day        | 126, 101                                                    |
| Lü Haotian      | 125                                                         |
| Neil Robertson  | 118, 111                                                    |
| Anthony McGill  | 114, 108                                                    |
| Scott Donaldson | 111                                                         |
| Jack Lisowski   | 108, 101                                                    |
| Jimmy Robertson | 107, 101 (2×)                                               |
| Matthew Selt    | 103                                                         |

x die hochgestellte Zahl markiert das jeweils höchste Break in Gruppe x